# ليونارد سكوت (كاتب أغاني)
ليونارد سكوت (بالإنجليزية: Leonard Scott)‏ هو كاتب أغاني أمريكي، ولد في 28 فبراير 1949 في إنديانابوليس في الولايات المتحدة.

## روابط خارجية
- ليونارد سكوت على موقع IMDb (الإنجليزية)